# 旧金山渡轮大厦

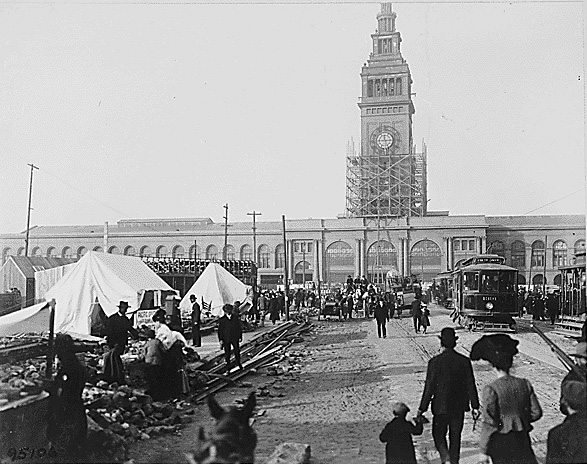
1906年地震后的渡轮大厦

舊金山渡轮大厦（英語：San Francisco Ferry Building）是美国旧金山的一个穿越旧金山湾的轮渡站和购物中心，位于内河码头（The Embarcadero）与主干道市场街的交汇处。建筑顶部是一个大型钟楼，在市场街上可以看到。这座钟楼在建筑上模仿了西班牙塞维利亚建于12世纪的风向标塔（Giralda）钟楼。在白天，每个整点和半点，大钟都会发出“西敏寺钟声”（Westminster Quarters）。

## 建筑
目前的建筑由旧金山本地建筑师A. Page Brown设计，1898年开幕，取代先前的木质建筑。渡轮大厦在1906年旧金山大地震和1989年地震中都得以幸存，损伤轻微。在1930年代旧金山-奥克兰海湾大桥和金门大桥建成之前，这是世界上第2繁忙的中转站，仅次于伦敦的查令十字车站。
当地电台每小时都会提到渡轮大厦钟楼，说：“渡轮大厦钟楼敲（几点）钟”。